# 真愛趁現在 (電影)
《真愛趁現在》（英語：Midnight Sun）是一部於2018年上映的愛情劇情片。電影由斯科特·史佩爾執導，並由埃里克·克絲汀編劇。劇情改編自2006年日本電影《太陽之歌》。電影由貝拉·索恩、派翠克·史瓦辛格和羅伯·里戈爾主演，講述了一名年輕女生患得著色性乾皮症，這使她不能暴露在陽光中。當她遇到一位男生時，她很難決定告訴病情或者假裝過正常生活。主體拍攝于2015年10月12日，並取景自加拿大不列顛哥倫比亞省溫哥華。電影於2018年3月23日在美國發行。

## 劇情
從孩童時期開始，凱蒂·普萊斯（Katie Price）就因爲罕見的遺傳病著色性乾皮症而對陽光產生致命性的敏感，所以受到庇護。白天，她不能出門，只有父親傑克（Jack）和她最好的朋友摩根（Morgan）與其作伴。凱蒂每當太陽下山時，到晚上才能出門。
有一晚，凱蒂長期迷戀的人查理（Charlie）在車站彈吉他時看見了她並邀她外出。凱蒂因事突然離開，且遺下她的筆記本，而被查理撿到。他在隔天歸還筆記本給凱蒂，並向她解釋他在其中一艘船上親吻她時所造成的傷使其拿不到加利福尼亞大學柏克萊分校的獎學金。
然而儘管凱蒂的父親警告她，她尚未將病情告訴給查理。查理帶凱蒂西雅圖度過夜晚，在那裏他們去看現場演唱會，而在街道上查理讓凱蒂演唱一首她愛的歌曲。一回到家后，他們在湖中暢游，並在沙灘上點燃柴火乾身。查理說可以和凱蒂一同迎接日出，凱蒂嚇死，並害怕地跑回家。查理快速駕車送她回家，但是仍舊沒有即使趕到，這使凱蒂在太陽底下暴露了幾秒。凱蒂跑進家，摩根和傑克隨後趕到。查理在門前感到困惑，而摩根向他解釋凱蒂患有著色性乾皮症一事。醫生到場做了檢查，並作出凱蒂的大腦正在收縮的結論，死亡只是早晚問題。
凱蒂開始手指抽搐，這使她無法彈吉他。她因不想傷害查理而忽視他的信息。然而查理還想與她一起，並不在乎病情，而傑克最終說服凱蒂跟查理說話。凱蒂前往查理和柏克萊大學教練的游泳比賽，並之後與傑克和摩根在屋裏玩。一天晚上，查理帶凱蒂出去，並帶她去錄音室作爲驚喜，她在那演唱爲他創作的歌曲，而後查理將她唱歌的影片上傳。不久之後，在凱蒂家玩時，查理提到他要最後一次上船，檢查夏天被聘請照顧的船隻。凱蒂十分害怕她即將死亡，她最終記得查理希望能一起航行的願望，並說服傑克能與查理一起出海，儘管處於白天。凱蒂與查理出海，感受陽光，並與他度過最後的時光，隨後逝去。查理因爲他犯錯使她死亡而感到悲傷，傑克勸解道從凱蒂小時他就知道，她活著的每一天本就都是上天的恩賜。最後查理錄取柏克利大學，在往柏克利的路上，他聽到凱蒂的歌在電台被播出，想著他們一起度過那美好和愉快的回憶。

## 演員
演員名單來自IMDb

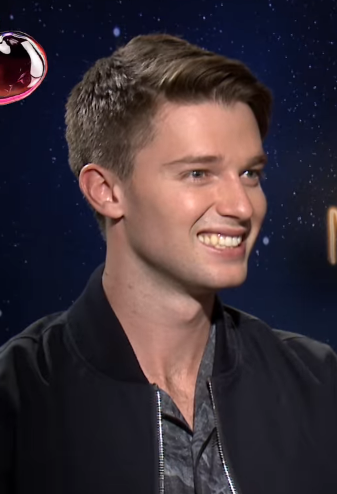
派翠克·史瓦辛格為《真愛趁現在》的男主角。

- 貝拉·索恩飾 凱瑟琳·「凱蒂」·普萊斯（Katherine "Katie" Price）[5]
- 派翠克·史瓦辛格飾 查理·里德（Charlie Reed）[5]
- 羅伯·里戈爾飾 傑克·普萊斯（Jack Price）[6]
- 奎恩·謝法德（英语：Quinn Shephard）飾 摩根（Morgan）[7]
- 蘇列卡·馬修（英语：Suleka Mathew）飾 寶拉·弗萊明醫生（Dr. Paula Fleming）
- 尼古拉斯·庫姆貝（Nicholas Coombe）飾 加弗（Garver）
- 肯·特倫布萊特（Ken Tremblett）飾 馬克·里德（Mark Reed）
- 珍妮弗·格里芬（Jennifer Griffin）飾 芭伯·里德（Barb Reed）
- 媞亞拉·史考夫拜（英语：Tiera Skovbye）飾 柔伊·卡邁克爾（Zoe Carmichael）
- 奥斯丁·奧比亞容華（Austin Obiajunwa）飾 歐文（Owen）
- 阿歷克斯·彭本（Alex Pangburn）飾 維斯（Wes）
- 保羅·麥吉萊昂飾 布雷克·喬納斯（Blake Jones）

## 製作
2015年6月22日，製片商宣佈斯科特·史佩爾將會接著執導青少年愛情片《真愛趁現在》，並以埃里克·克絲汀德劇本爲基礎，派翠克·史瓦辛格和貝拉·索恩也將會分別出演查理和凱蒂。電影改編自2006年日本電影《太陽之歌》。其由博伊斯/席勒電影公司提供資金，並由約翰·李卡德和扎克·席勒擔任監製。2015年10月9日，羅伯·里戈爾參與電影並飾演凱蒂的父親傑克。

### 拍攝
電影的主體拍攝開始於2015年10月12日，並取景自不列顛哥倫比亞省溫哥華。

## 發行
2016年10月，全球之路娛樂取得電影在美國的發行權。該片原定於2017年7月14日發行，但最後改爲2018年3月23日。

### 票房
《真愛趁現在》在美國及加拿大地區共累積了960萬美元的票房，加上來自其他地區的1,260萬美元，全球票房共計2,220萬美元。
在美國及加拿大地區，《真愛趁現在》與《環太平洋2：起義時刻》、《糯爾摩斯》、《瘋人院》和《使徒保羅》同期上映，並于首周周末在2,173家戲院收穫500萬美元票房。它以首映收穫超過400萬美元票房告終，票房收入排在第十名。

### 評價
爛番茄收集的52篇專業影評文章中，「新鮮度」為17%，平均得分4分（滿分10分）。網站的共識評價爲「《真愛趁現在》是一部典型具有控制慾和不自然的青少年愛情片，它冒犯且不準確地來描繪真實疾病使其很不幸的被區分出來」。Metacritic基於14篇評論文章，平均分爲38（滿分100），代表「普遍負評」。據CinemaScore進行的調查，觀眾的平均評價於A+至F間落於「A-」，表示觀眾非常欣賞該齣電影。

## 外部連結
- 互联网电影数据库（IMDb）上《真愛趁現在》的资料（英文）
- Box Office Mojo上《真愛趁現在》的資料（英文）
- The Numbers上《真愛趁現在》 （页面存档备份，存于）的資料
- 爛番茄上《真愛趁現在》的資料（英文）